# Alfa-alkeen

1-hepteen is een voorbeeld van een alfa-alkeen.

De alfa-alkenen (ook wel α-alkeen, eindstandig alkeen, of alfa-olefine genoemd) vormen een stofklasse in de organische chemie. Het zijn alkenen waarbij de dubbele binding zich aan het uiteinde van een koolstofketen (de zogenaamde α-positie) bevindt. Daarom worden zij ook wel aangeduid als eindstandige alkenen. Deze plaatsing van de dubbele binding maakt dat dit soort verbindingen een welbepaalde reactiviteit bezitten, die verschilt van de niet-eindstandige alkenen. Zo kunnen ze vrij vlot polymerisaties en addities aangaan, zonder veel last te hebben van sterische hindering.
Net zoals gewone alkenen wordt onderscheid gemaakt tussen lineaire en vertakte alfa-alkenen. Een vertakking op het tweede koolstofatoom (de zogenaamde β-positie) leidt tot een vinylideen. De additie van protische zuren (zoals waterstofchloride of waterstofbromide) aan deze dubbele binding verloopt uitermate vlot, omdat het intermediair gevormde carbokation zeer goed gestabiliseerd wordt door hyperconjugatie. Vertakkingen verder van de dubbele binding gelegen hebben veel minder invloed op de reactiviteit ervan.